# Yair Auron
Yair Auron  (en hébreu : יאיר אורון), né le 30 avril 1945, est un historien et essayiste israélien. Il se spécialise dans l'étude de l'Holocauste, des génocides, du racisme et de la judéité contemporaine. Depuis 2005 il est directeur de la faculté de sociologie, études politiques et communication de l'université ouverte d'Israël.

## Éducation
Yair Auron obtient sa licence en histoire et sociologie à l'université de Tel Aviv (Israël). Il obtient ensuite un master à l'université hébraïque de Jérusalem et enfin son doctorat à l'université Sorbonne-Nouvelle (France).

## Carrière académique
De 1974 à 1976 Auron dirige le département d'éducation de Yad Vashem. Dans les années 1980 il est chercheur au centre Melton d'éducation juive de l'université hébraïque de Jérusalem, puis directeur académique de la section européenne de l'Institut de la diaspora israélienne, rattaché à l'université de Tel Aviv. De 1996 à 1999 il est maître de conférence et directeur de la faculté d'études culturelles au Max Stern Academic College d'Emek Yesreel.
Auron est directeur associé de l'Institut de l'Holocauste et du génocide à Jérusalem. Il est également membre du comité directeur du Zoryan Institute, une ONG basée à Cambridge ( Massachusetts) et membre consultatif du comité d'administration de l'ONG The Genocide Education Project (GenEd) basée à San Francisco.

## Ouvrages
- Jewish-Israeli Identity, Sifriat Poalim (with Kibutzim College of Education), Tel-Aviv, 1993, 204 pp. (Hebrew).
- The Banality of Indifference: The Attitude of the Yishuv and the Zionist Movement to the Armenian Genocide, Dvir (with Kibutzim College of Education), Tel-Aviv, 1995, 395 pp. (Hebrew).
- We are all German Jews: Jewish Radicals in France During the Sixties and Seventies, Am Oved (with Tel-Aviv University and Ben-Gurion University), Tel-Aviv, 1999, 288 pp. (Hebrew, translation of the French edition, with revisions).
- The Banality of Indifference: Zionism and the Armenian Genocide, Transaction, Rutgers University Press, New Brunswick, 2000, 405 pp. (translation of the Hebrew edition, with revisions and adaptations). Second Edition, Transaction Publishers, 2001; Third Edition, 2003.
- The Banality of Denial, Transaction, Rutgers University Press, New Brunswick, 2003, 338 pp[4].
- The Banality of Denial: Israel and the Armenian Genocide, Maba, Tel Aviv, 2005 [Hebrew edition, with revisions and adaptations].
- The Pain of Knowledge - Holocaust and Genocide issues in Education, Transaction, New Brunswick , 2005. A German edition was published by Der Schmerz des Wissens, Verlag Edition AV, Lich/Hessen, 2005.

## Ouvrages en français
- Les Juifs d’Extrême Gauche en mai 68, Albin Michel, Paris, 1998, 335 pp[5].
- Sauveurs et combattants : la famille Aznavour et l'Affiche rouge : compassion et héroïsme à Paris sous l'occupation nazie, SIGEST, Alforville, 2016.
- Israël et le génocide arménien, SIGEST, Alforville, 2017[6].